# Mount Amundsen
Mount Amundsen är ett berg i Antarktis. Det ligger i Östantarktis. Australien gör anspråk på området. Toppen på Mount Amundsen är 1 416 meter över havet.
Terrängen runt Mount Amundsen är lite kuperad. Trakten är obefolkad. Det finns inga samhällen i närheten.